# Dumaran (eiland)
Dumaran is een eiland in de Filipijnse provincie Palawan en onderdeel van de eilandengroep Visayas. Een van de twee gemeenten waarin het eiland ligt heeft dezelfde naam.

## Geografie

### Topografie
Het eiland Dumaran ligt ten noordoosten van het eiland Palawan in het zuidwesten van de Filipijnse archipel en wordt van Palawan gescheiden door de 2,7 kilometer brede Dumaranstraat.
. De afstand van Manilla tot het midden van Dumaran is hemelsbreed ongeveer 460 km. De afstand tot Puerto Princesa, de hoofdstad van de provincie is hemelsbreed zo'n 150 kilometer. Dumaran is ongeveer even breed als lang. De maximale afstand van oost naar west is bijna 29 kilometer, de maximale afstand van noord naar zuid ruim 23 kilometer. Het eiland heeft een oppervlakte van 322 km² en het is daarmee bijna tweemaal zo groot als het grootste Nederlandse waddeneiland Texel.

### Bestuurlijke indeling
Het eiland Dumaran ligt in de provincie Palawan. Het eiland maakt deel uit van de gemeenten Dumaran en Araceli.